# Natasza Czarmińska
Natasza Czarmińska (ur. 18 maja 1950 w Warszawie, zm. 22 kwietnia 2004 w Warszawie) – polska wykonawczyni piosenki poetyckiej, poetka, reżyser filmów dokumentalnych.

## Działalność muzyczna
Lauretka kilku nagród VIII Festiwalu Piosenki Studenckiej w Krakowie w 1971. W kolejnych latach wielokrotnie występowała w Piwnicy pod Baranami, na festiwalach krajowych i zagranicznych. Uczestniczyła m.in. w pierwszym Festiwalu Piosenki Prawdziwej w Gdańsku, ale także kilkakrotnie w festiwalu w Opolu.
Współpracowała z kompozytorami, m.in. Janem Kantym Pawluśkiewiczem, Wojciechem Trzcińskim i Stefanem Brzozowskim; pierwsza wykonawczyni utworów Zbigniewa Herberta w aranżacji muzycznej (Do Marka Aurelego, Późnojesienny wiersz Pana Cogito, Prośba). Wśród artystów, z którymi występowała, można wymienić Jacka Kaczmarskiego, Przemysława Gintrowskiego i Zbigniewa Łapińskiego.
Na recitalach, obok utworów muzycznych, recytowała poezję: m.in. Herberta, Rilkego i Miłosza; sama także pisała wiersze. Występowała w teatrze (Ostatnia wieczerza Janusza Wiśniewskiego, Teatr Ateneum, reż. Marek Grzesiński; monodram własnego autorstwa na podstawie pamiętników Isadory Duncan, reż. M. Grzesiński; musical Pieśń o Drodze, Teatr im. Jaracza w Olsztynie) oraz filmach fabularnych (Sekret Enigmy, Kung-fu, Indeks, Grzechy dzieciństwa).

### Dyskografia
W 1980 Tonpress wydał minialbum (N-39) z czterema piosenkami Nataszy Czarmińskiej. Ukazała się jeszcze EP-ka Piwnica u Hohonia wydana przez Polskie Nagrania (Pronit N 0646).
W 2004 wydana została jedyna płyta CD dokumentująca jej twórczość.
Natasza Czarmińska (2004, płyta CD)
1. Ostatnia Jednorogini
2. Godzina się zniża
3. Prośba
4. Szewczyk
5. Późnojesienny wiersz Pana Cogito
6. Do Marka Aurelego
7. Une femme
8. Legion
9. Obudźmy się
10. Wiersz księżycowy
11. Podróż
12. Chose
13. Kiedy przyjdziesz do mnie biała
14. Kołysanka dla Kleopatry
15. Seuil
16. Powiedział mi, że nie jest tylko Bogiem
17. Nie śpiewaj o mnie

## Działalność pozamuzyczna
W 1981 ukończyła reżyserię w Wyższej Szkole Filmowej, Telewizyjnej i Teatralnej w Łodzi i krótko przed wprowadzeniem stanu wojennego wyjechała do Francji. Na emigracji stworzyła wiele filmów dokumentalnych oraz działała w środowiskach wspierających „Solidarność”. Prowadziła także studia poznawcze tradycji duchowych różnych kultur oraz medycyny alternatywnej.
Po powrocie do Polski w 1992 wydała m.in. dwie książki dotyczące numerologii – Liczby Losu i Liczby Losu a wolność wewnętrzna, współpracowała z miesięcznikiem „Twój Styl” (eseje numerologiczne) oraz Radiem Zet (audycje o numerologii i wiedzy duchowej). Była także autorką kilku niezrealizowanych scenariuszy telewizyjnych, sporadycznie występowała.
Zmarła w warszawskim hospicjum onkologicznym; na kilka dni przed jej śmiercią ukazała się pierwsza płyta CD z jej nagraniami.
W 2007 została pośmiertnie odznaczona Krzyżem Komandorskim Orderu Odrodzenia Polski (2007 – M.P. nr 52 z 2007, poz. 596).

## Filmografia
Niektóre filmy dokumentalne:
- Naissance du 3-eme type
- Jestem Żydem, bo tak mi się podoba
- Gdzie indziej
- portrety polskich artystów pracujących w Paryżu, m.in. Agnieszki Holland, Kazimierza Brandysa, Jana Lebensteina, Stanisława Syrewicza